# Milagres (álbum)
Milagres é o segundo álbum ao vivo do cantor André Valadão, gravado durante o VI Congresso Internacional de Louvor e Adoração Diante do Trono em 26 de março de 2005, sendo lançado no mesmo ano. Musicalmente, apresenta uma evolução em relação ao seu antecessor Mais que Abundante, trazendo arranjos mais ousados e abrindo mão de parte da orquestra da banda Diante do Trono.

## Faixas
| #  | Título                                   | Duração | Compositor                    |
| -- | ---------------------------------------- | ------- | ----------------------------- |
| 01 | Livre Sou                                | 5:16    | Ana Paula Valadão             |
| 02 | Contigo Dançar                           | 4:30    | André Valadão                 |
| 03 | Sou Atraído                              | 7:13    | André Valadão                 |
| 04 | Estou a Procurar                         | 5:48    | André Valadão                 |
| 05 | Amo o Teu Amor (feat. Ana Paula Valadão) | 7:34    | Ana Paula Valadão             |
| 06 | Nada se Compara                          | 5:02    | André Valadão                 |
| 07 | Espontâneo                               | 13:39   | André Valadão                 |
| 08 | Vou Vencer                               | 5:31    | André Valadão, Renato Laranjo |
| 09 | Milagres                                 | 7:26    | André Valadão                 |
| 10 | Tempo de Milagres                        | 4:46    | André Valadão                 |
| 11 | Espontâneo 2                             | 7:15    | André Valadão                 |

| Críticas profissionais | Críticas profissionais |
| Avaliações da crítica  | Avaliações da crítica  |
| Fonte                  | Avaliação              |
| ---------------------- | ---------------------- |
| O Propagador           | [ 2 ]                  |
| Super Gospel           | (favorável)            |

## Extras
- Em busca de Um Milagre
- Ministração pela Familía
- Produção e Produtores
- Luz, câmera, unção
- Ensaios
- Figurinos
- O Dia
- Galeria de Fotos